# Labourse
 Labourse  es una población y comuna francesa, situada en la región de Norte-Paso de Calais, departamento de Paso de Calais, en el distrito de Béthune y cantón de Nœux-les-Mines.

## Demografía
| 2272 | 2201 | 1926 | 1711 | 2057 | 2028 |
| Para los censos de 1962 a 1999 la población legal corresponde a la población sin duplicidades (Fuente: INSEE [Consultar]) |      |      |      |      |      |